# Matica srpska
La Matica srpska (en serbe cyrillique : Матица српска) est l'institution scientifique et culturelle la plus ancienne du peuple serbe. Elle a été fondée en 1826 à Pest et transférée en 1864 à Novi Sad, la ville la plus importante de la région de Voïvodine, qui faisait alors partie de l'empire d'Autriche. Elle est aujourd'hui située dans la province autonome de Voïvodine en Serbie. En raison de sa valeur patrimoniale, culturelle et architecturale, le bâtiment qui accueille l'institution est inscrit sur la liste des monuments culturels protégés de la république de Serbie (identifiant n° SK 1166).

## Nom
Le terme matica dérive du mot serbe mati, qui signifie la « mère », et l'expression « Matica srpska » renvoie à l'idée d'une maison maternelle de tous les Serbes. Il existe des institutions équivalentes dans d'autres pays slaves, comme la Matica hrvatska en Croatie, la Slovenska matica en Slovénie ou encore la Matica slovenská en Slovaquie. Ces institutions ont comme but de préserver et de favoriser la culture et la science dans leurs pays respectifs. La Matica srpska, quant à elle, fut créée pour défendre l'identité nationale du peuple serbe au sein de la monarchie austro-hongroise.

## Histoire

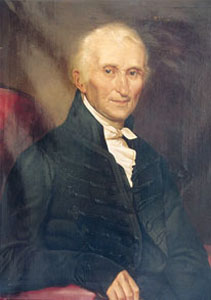
Portrait de Sava Tekelija par Jovan Popović, Galerie de la Matica srpska

La Matica srpska a été fondée en 1826 à Pest, à l'époque où cette ville faisait partie du royaume de Hongrie intégré à l'empire d'Autriche. Sa création correspond également à l'époque où la Serbie, de son côté, s'émancipait progressivement de plusieurs siècles de domination ottomane. L'objectif de la Matica était double : intégrer le peuple serbe dans les courants européens modernes et préserver en même temps son identité culturelle. La première réalisation de l'institution fut d'assurer la publication de la Chronique de la Matica srpska (Letopis Matice srpske), une revue qui avait paru pour la première fois en 1824. Par la suite, elle publia d'autres ouvrages à vocation éducative appelés les « Livres pour le peuple » (en serbe : Књиге за народ et Knjige za narod). Dans les années 1840 furent réunies les conditions pour la réalisation de travaux scientifiques et, à cette époque, fut aussi créée une bibliothèque dotée d'un fonds de littérature et d'ouvrages scientifiques.

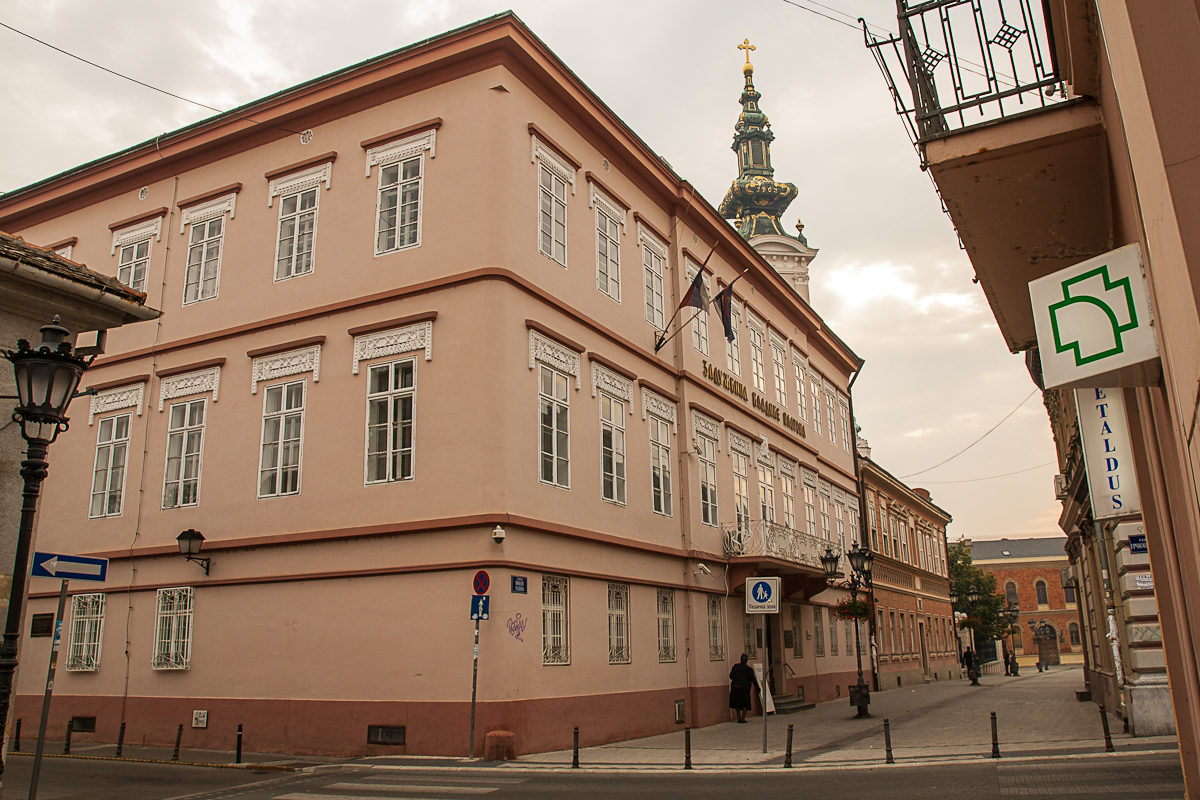
Le bâtiment du Platoneum à Novi Sad, qui a hébergé la Matica srpska.

En 1864, le siège de la Matica Srpska fut transféré du Tekelijanum de Pest au Platoneum de Novi Sad. L'institution devint le symbole de la société civile, de la culture et de l'éducation, ce qui valut à Novi Sad son surnom d'« Athènes serbe », et, bien que ses membres aient la réputation d'être des sages et des lettrés, la société savante voulut rester une « institution populaire ».

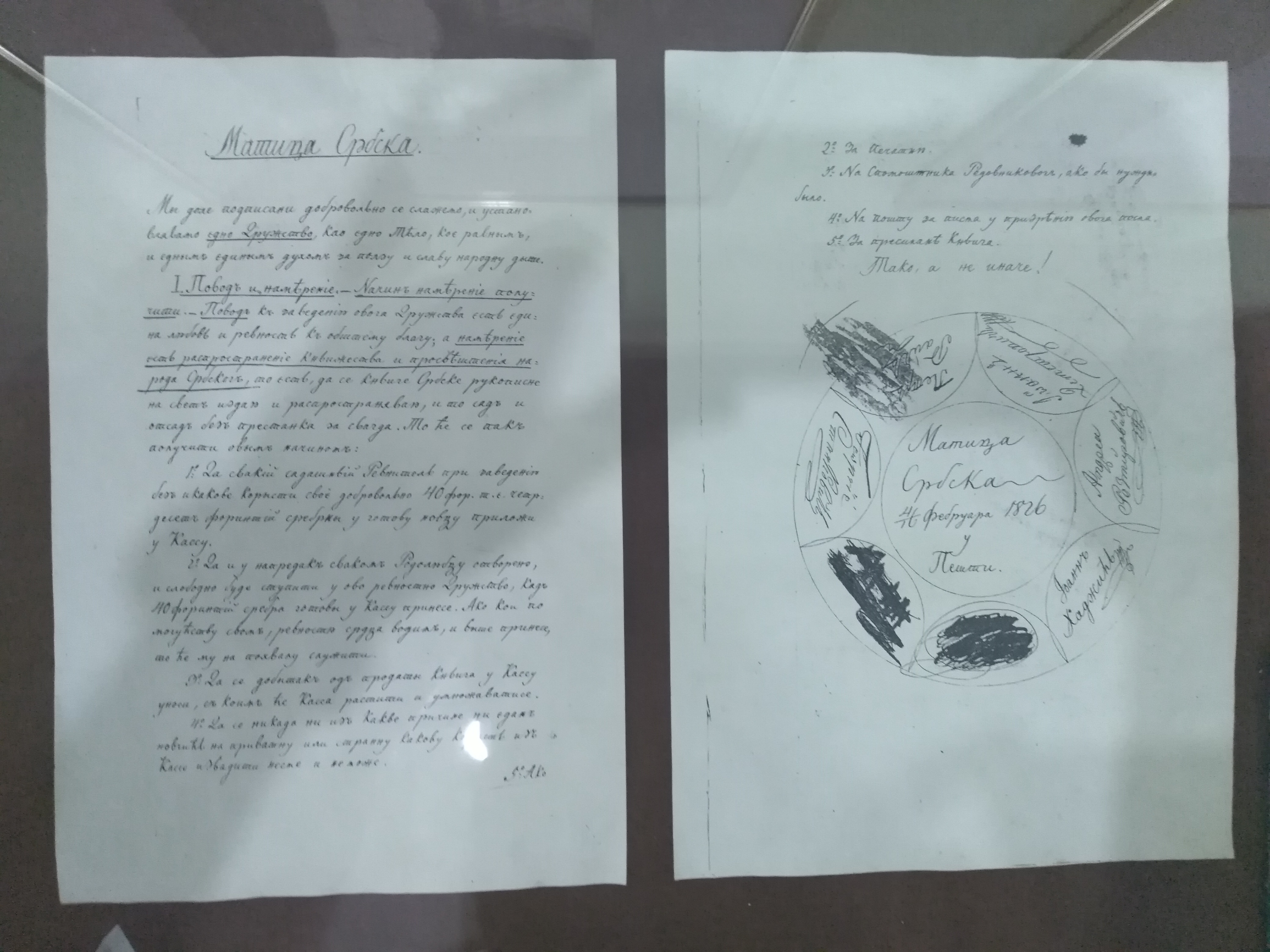
Charte sur la création de Matica srpska

Ses fondateurs étaient l'homme de lettres Jovan Hadžić et de riches hommes d'affaires, Đorđe Stanković, Josif Milovuk, Jovan Demetrović, Gavrilo Bozitovac, Andrija Rozmirović et Petar Rajić ; ses premiers contributeurs vivaient dans différentes régions des terres des Habsbourgs, de Vienne à Timișoara et de Dubrovnik à Pest ; ils appartenaient à différentes couches de la société. Parmi les bienfaiteurs et les membres de la Matica srpska figurèrent le prince de Serbie Miloš Obrenović et son frère Jevrem, l'aristocrate Sava Popović Tekelija, le baron Jovan Nikolić de Rudna, le prince-évêque du Monténégro Petar II Petrović-Njegoš, des membres de la dynastie royale des Karađorđević, des écrivains, des personnalités politiques et des savants comme Mihajlo Pupin ; grâce à ces bienfaiteurs et grâce à des milliers de contributeurs moins connus, la Matica devint à cette époque l'institution la mieux dotée du royaume de Hongrie. De son côté, la Matica srpska redistribua les fonds collectés pour favoriser le développement scientifique et soutenir des étudiants, afin de développer une élite serbe.
L'un des projets fondamentaux de l'institution fut de soutenir la standardisation de la langue serbe. En 1954, elle fut encore à l'origine de l'Accord de Novi Sad, passé entre des philologues serbes et croates. Il s'agissait d'établir une même norme lexicale, grammaticale et orthographique pour ce qu'on appelait à l'époque le serbo-croate. Mais, après la Déclaration sur la position et la dénomination de la langue croate (1967), ce projet, d'abord élaboré en commun avec la Matica hrvatska (en), fut pris en charge par la seule institution serbe. De 1967 à 1976, fut publié un Vocabulaire de la langue littéraire serbe standard qui comprend six volumes[réf. nécessaire].
Depuis 1992, la loi dite Loi de la Matica srpska régit le fonctionnement de l'institution.

### Présidents

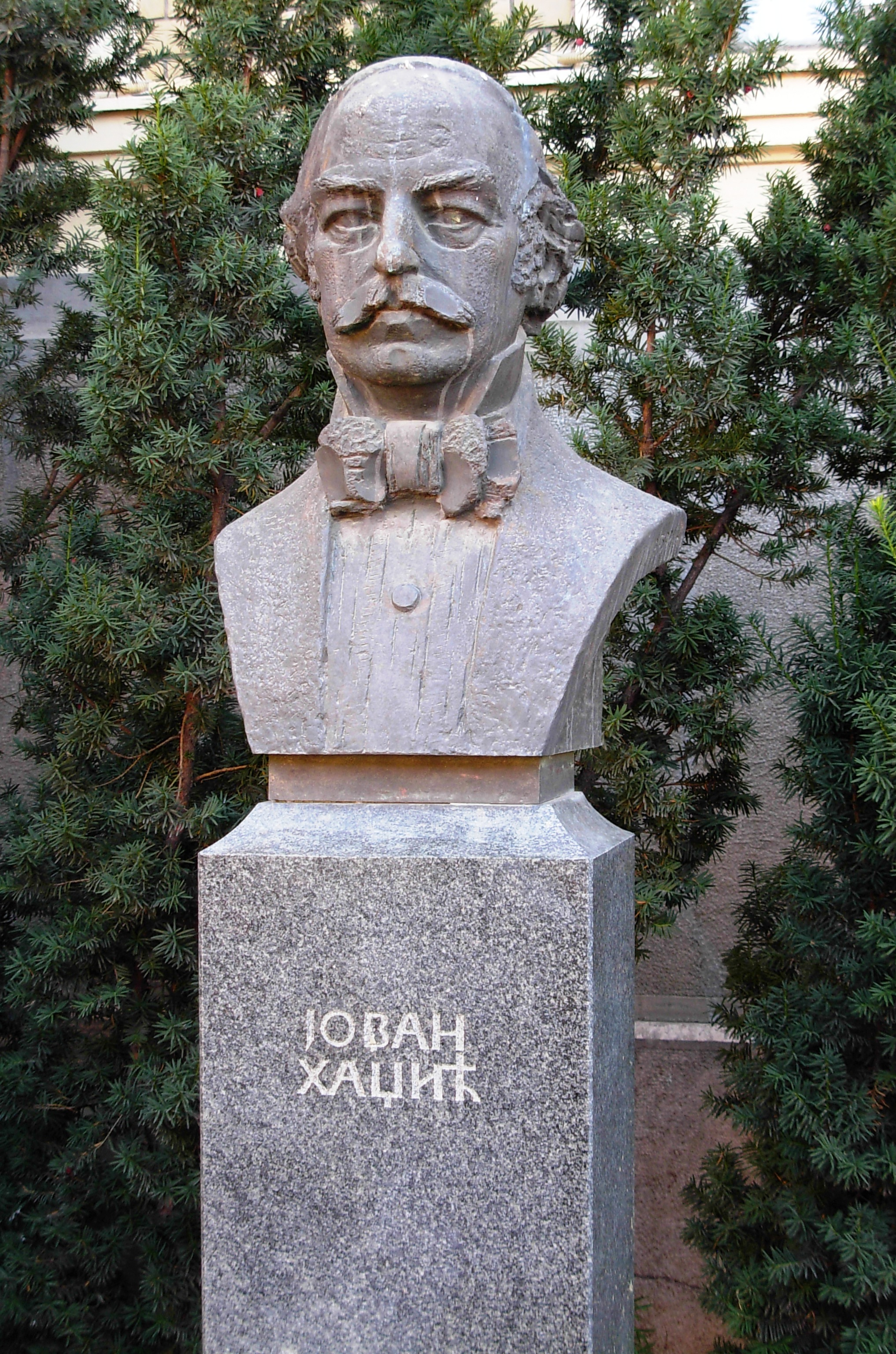
Buste de Jovan Hadžić

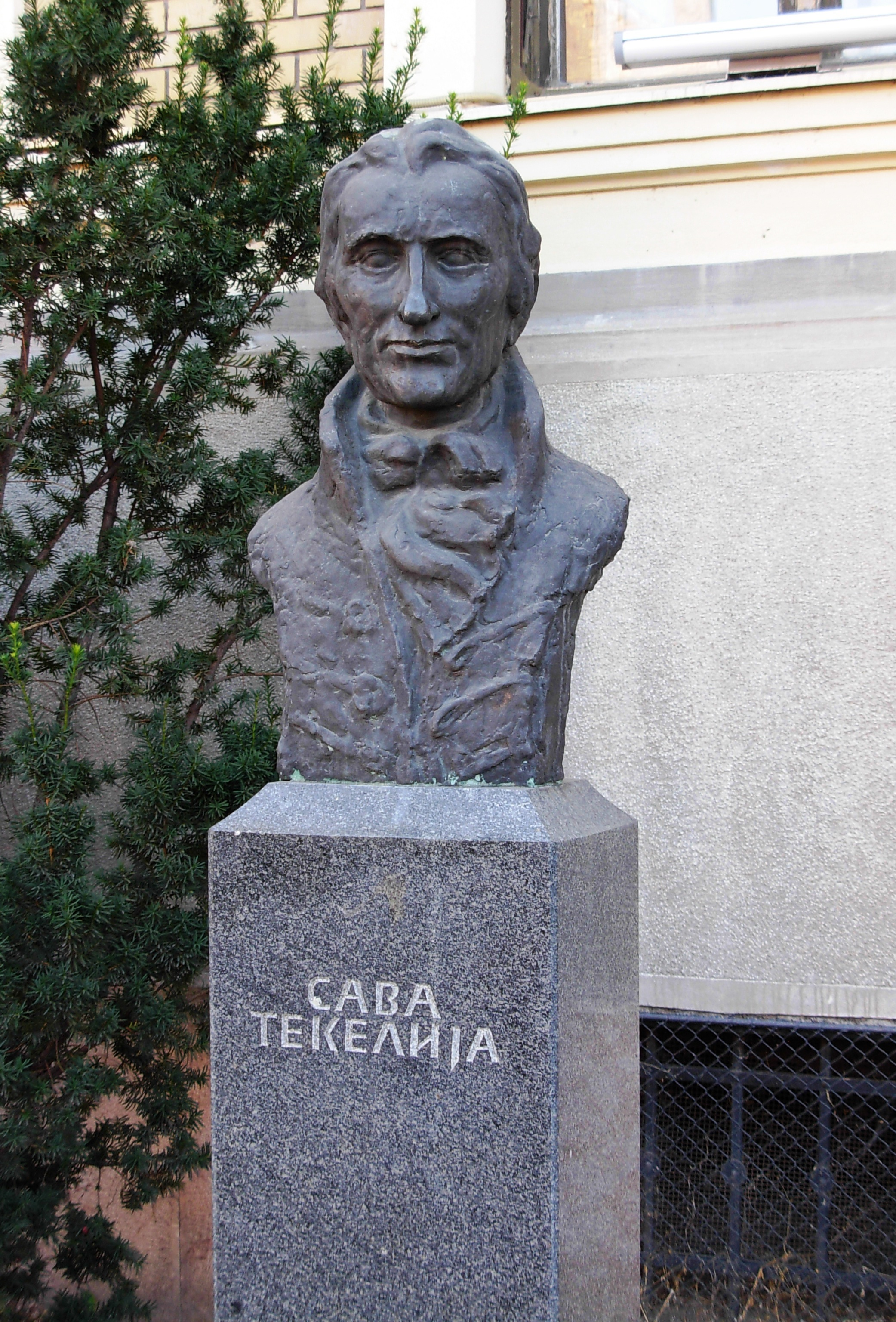
Buste de Sava Tekelija

| - Jovan Hadžić / Miloš Svetić (1799-1869) - Mihailo Jovanović (? -1851) - Sava Tekelija (1761-1842) - Platon Atanacković (1788-1867) - Pavle Trifunac (1796-1882) - Pavle Kojić (1800-1879) - Stevan Branovački (1804-1880) - Jovan Subotić (1817-1886) - Stevan Pavlović (1829-1908) - Đorđe Natošević (1821-1887) - Laza Stanojević (1834-1915) - Miloš Dimitrijević (1824-1896) - Antonije Hadžić (1831-1917) - Gedeon Dunđerski (1875-1939) | - Radivoje Vrhovac (1863-1946) - Vasa Stajić (1878-1947) - Aleksandar Moč (1883-1952) - Milan Petrović (1879-1952) - Veljko Petrović (1884-1967) - Radomir Radujkov (1913-1982) - Mladen Leskovac (1904-1990) - Milivoj Nikolajević (1912-1988) - Živan Milisavac (1915-1997) - Boško Petrović (1915-2001) - Božidar Kovaček (1930-2007) - Čedomir Popov (1936-2012) - Dragan Stanić (né en 1956) |

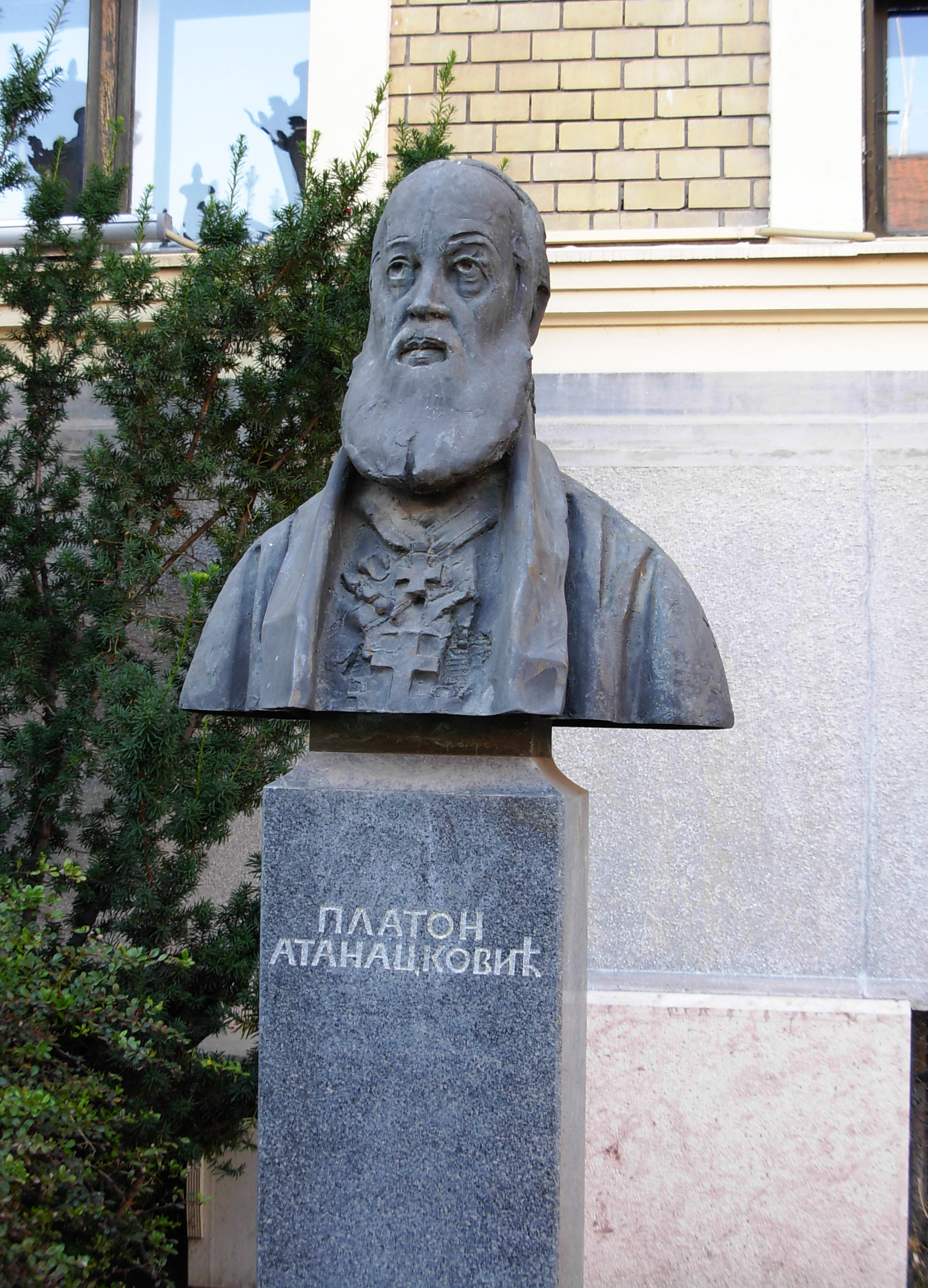
Buste de Platon Atanacković
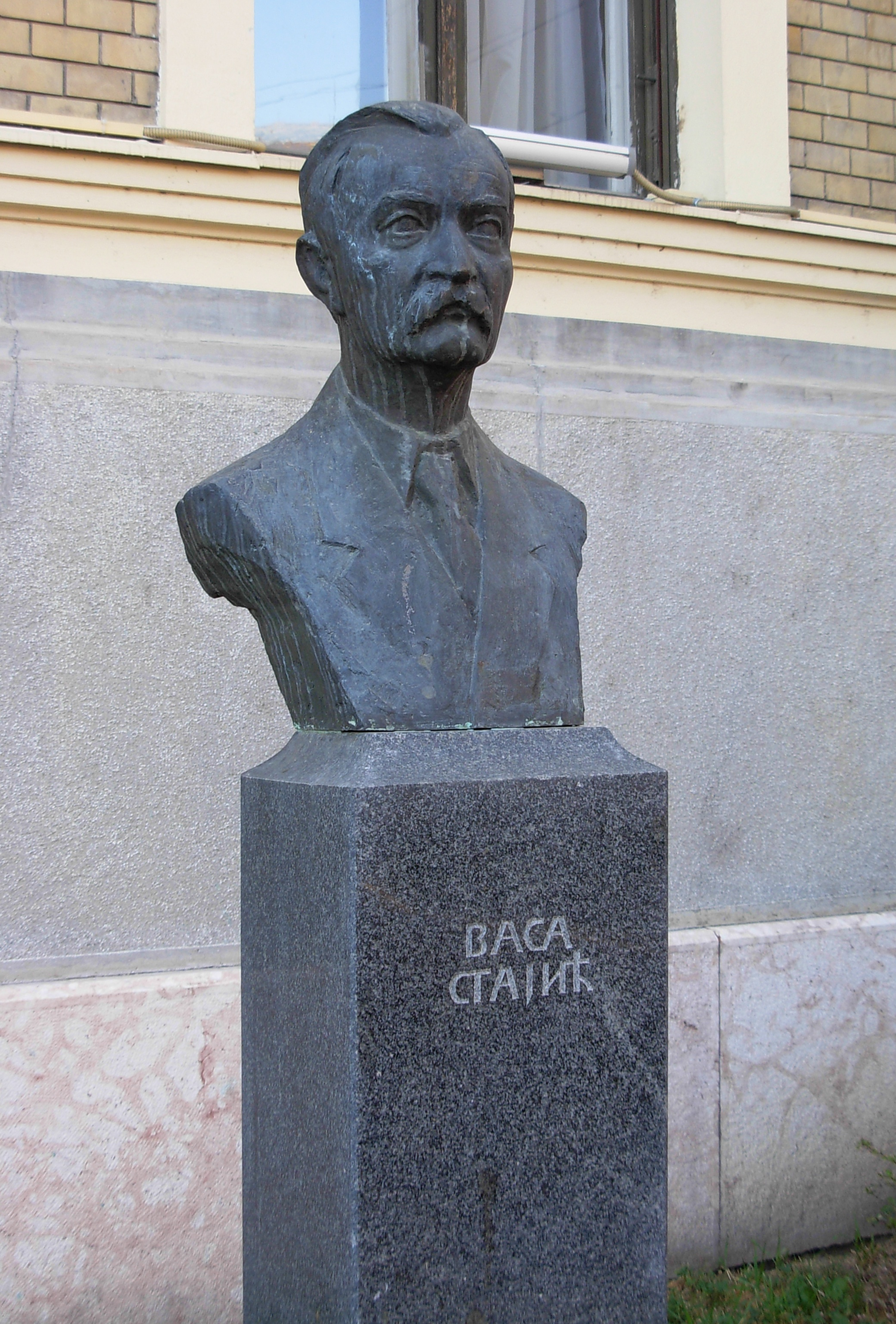
Buste de Vasa Stajić

## Architecture

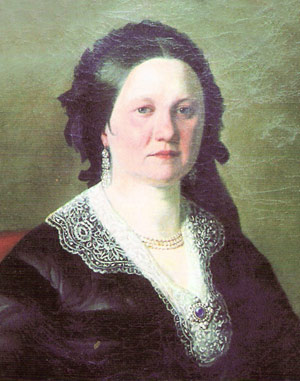
Portrait de Marija Trandafil, bienfaitrice de la Matica srpska

L'actuel bâtiment de la Matica srpska est situé 1 rue Matice srpske. Il a été construit en 1912 selon des plans de l'architecte Momčilo Tapavica dans un style néo-classique. La philanthrope Marija Trandafil (1816-1883) avait légué ses biens à l'institution en 1878 et, jusqu'en 1928, l'édifice a abrité l'« Orphelinat Marija Trandafil pour les orphelins serbes de Novi Sad ». La Matica srpska s'y est installée cette année-là,.

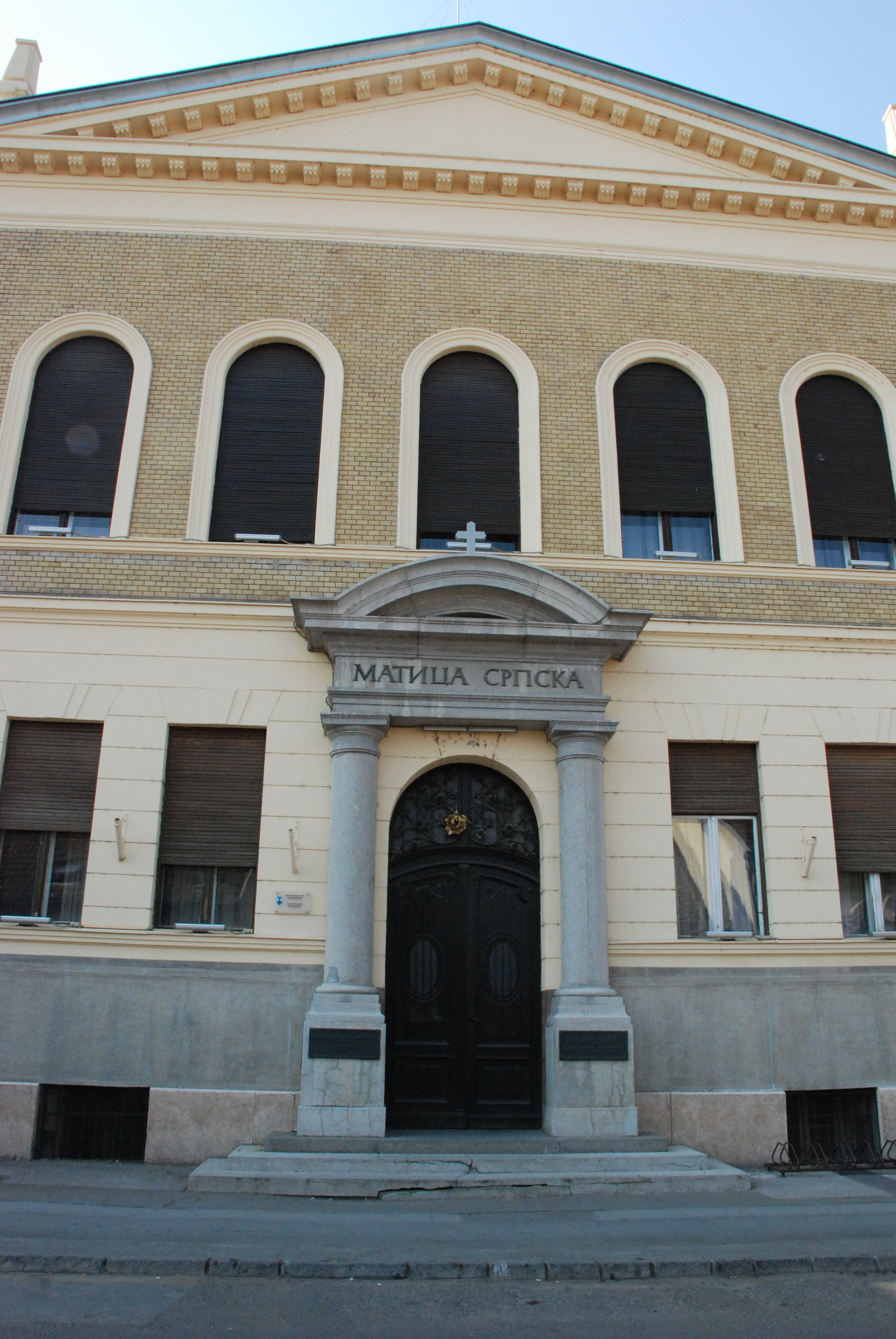
L'entrée de la Matica srpska

Le bâtiment est constitué d'un rez-de-chaussée et d'un étage avec deux ailes donnant sur les rues avoisinantes. La façade d'angle est surmontée d'un dôme.
Les façades sont ornées de motifs néo-classiques, particulièrement accusés dans la façade principale, dont l'avancée centrale est surmontée d'un fronton triangulaire ; en dessous de ce grand fronton, l'entrée principale est encadrée de deux colonnes partiellement engagées et surmontées d'un petit fronton arrondi portant l'inscription « Матица српска ». Aux niveaux du sol et du toit, la façade est peinte en jaune et, au niveau de l'étage, elle est parée de briques beiges. Le toit est recouvert de plaques de tôle bleue.

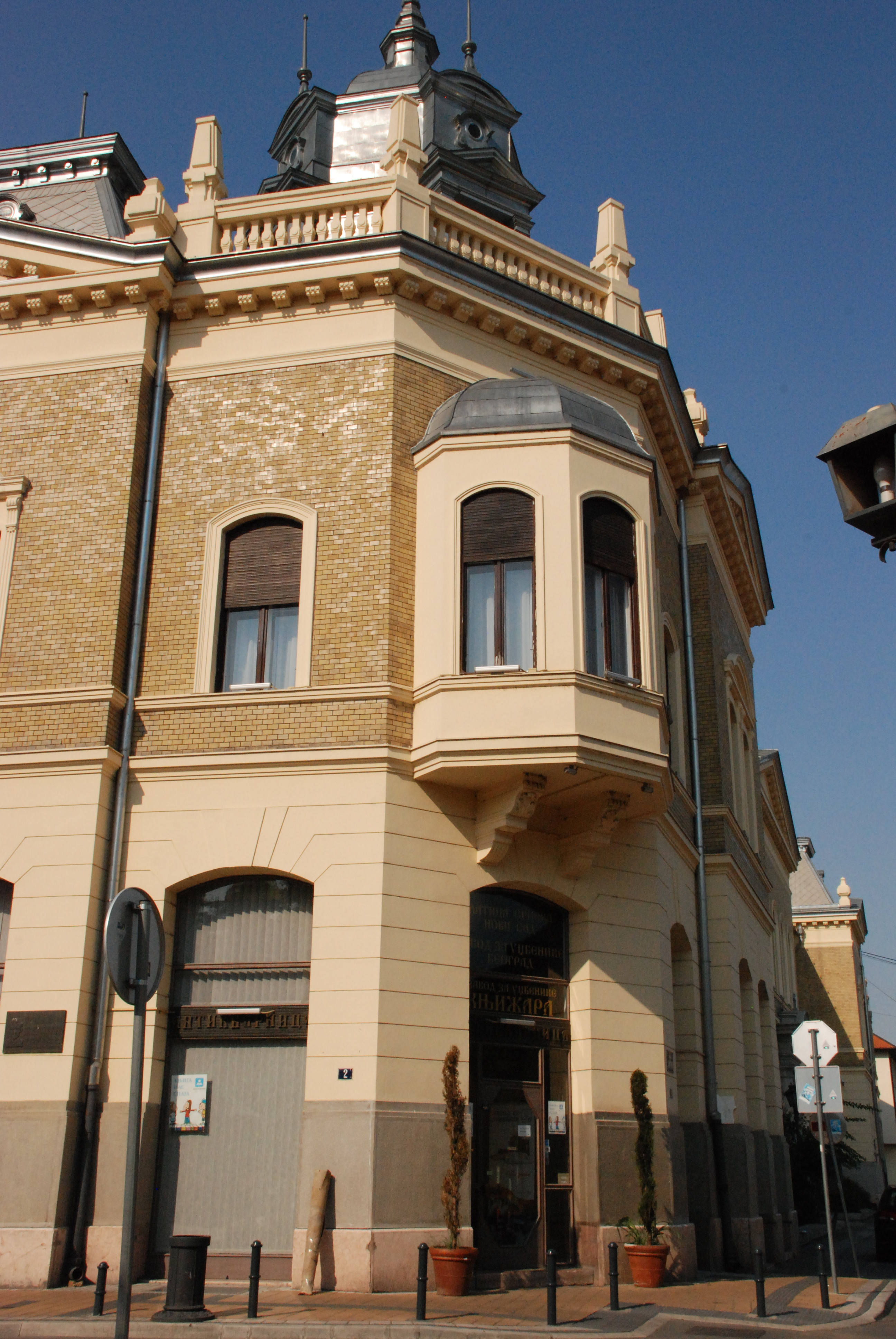
La façade d'angle de l'édifice

L'intérieur de l'édifice abrite des portraits des fondateurs de la Matica srpska, ainsi que ceux d'autres personnalités importantes qui lui sont liées, peints par des artistes serbes.
Le bâtiment abrite également la bibliothèque de la Matica srpska.
Devant l'édifice se trouve une série de six bustes de personnalités liées à l'institution.

## Organisation
La partie savante de la Matica srpska est divisée en 7 départements :
- le département des sciences sociales[8] ;
- le département de littérature et de langue, fondé en 1864[9] ;
- le département des beaux-arts, fondé en 1963[10] ;
- le département des sciences de la nature[11] ;
- le département des arts de la scène et de la musique, fondé en 1991[12] ;
- le département de lexicographie[13] ;
- le département des manuscrits[14].

## Publications
La Matica srpska publie une revue qui a pour titre Letopis Matice srpske, la « Chronique de la Matica srpska ». Cette revue, lancée en 1824 par Georgije Magarašević, est la plus ancienne de Serbie ; elle a paru sans interruption depuis cette année-là, à l'exception des années 1835 et 1835 quand la Matica srpska a été interdite. Depuis 1946, elle publie aussi périodiquement le Glasnik Matice srpske (le Messager de la Matica srpska).

## Prix de poésie Zmaj
Le prix Zmaj (en serbe cyrillique : Змајева награда ; en serbe latin : Zmajeva nagrada) est un prix littéraire créé par la Matica srpska en 1953 pour la commémoration du 120e anniversaire de la naissance du poète Jovan Jovanović Zmaj. Il est décerné à un poète de langue serbe le 16 février de chaque année.

## Galerie de peinture

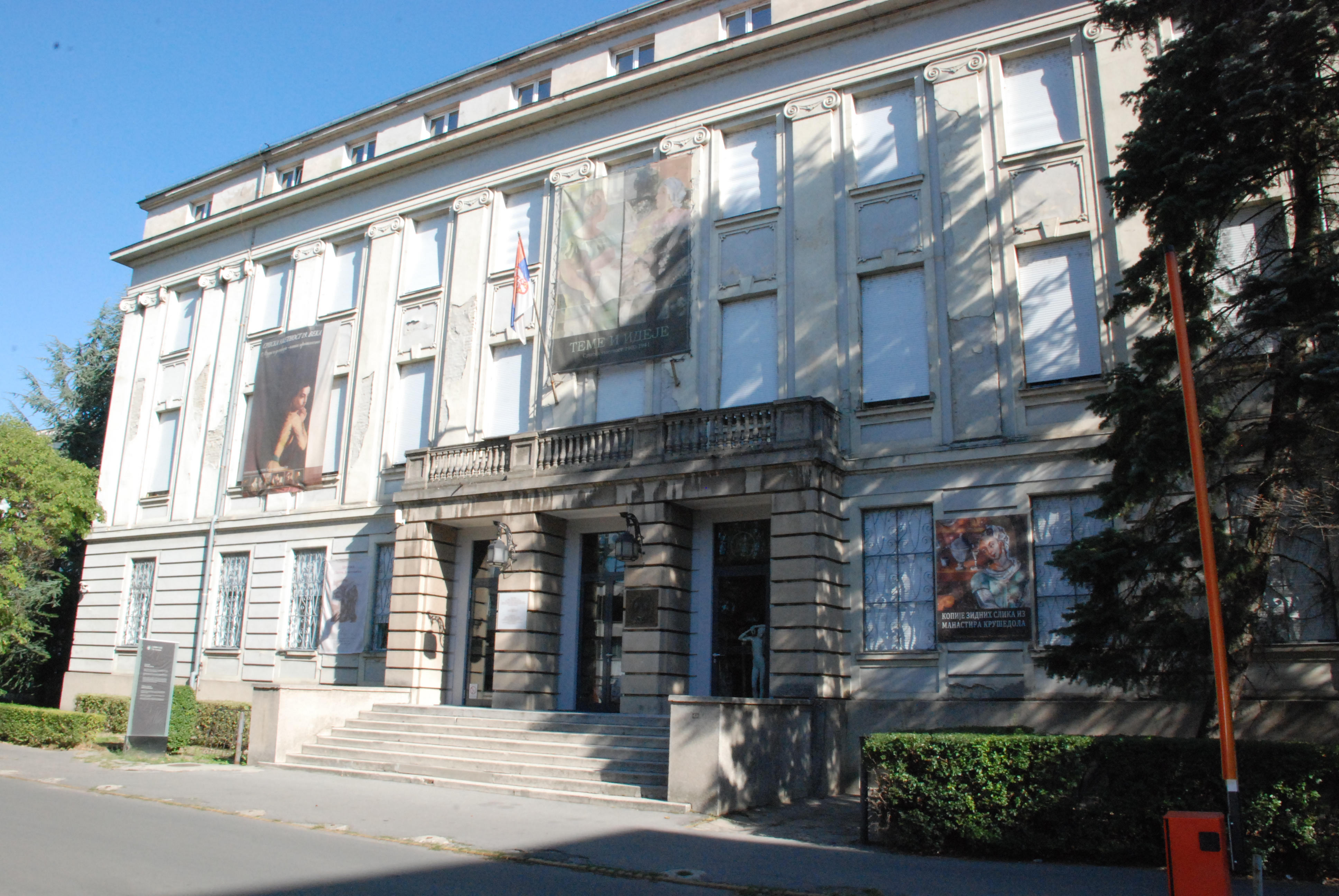
La galerie de la Matica srpska, 1 Trg Galerija

La galerie de la Matica srpska est aujourd'hui située 1 Trg Galerija à Novi Sad, dans un bâtiment construit en 1926. Elle a été fondée en 1847 à Pest à l'initiative de Teodor Pavlović qui était alors le secrétaire de l'institution. Le musée fut alors organisé autour de la collection de portraits de famille du philanthrope Sava Tekelija qui avait fait don de ses biens à la Matica en 1840 et qui en resta le président jusqu'à sa mort en 1842. Elle abrite des collections comptant environ 7 000 œuvres représentatives de la peinture serbe du XVIIIe au XXe siècle et réparties en trois grandes sections.
On peut y voir notamment des œuvres de Dimitrije Bačević, Stefan Tenecki, Nikola Nešković, Teodor Kračun, Arsa Teodorović, Teodor Ilić Češljar, Jovan Popović, Novak Radonić, Pavle Simić, Stevan Aleksić, Uroš Predić, Konstantin Danil, Đura Jakšić, Paja Jovanović ou encore Milan Konjović.

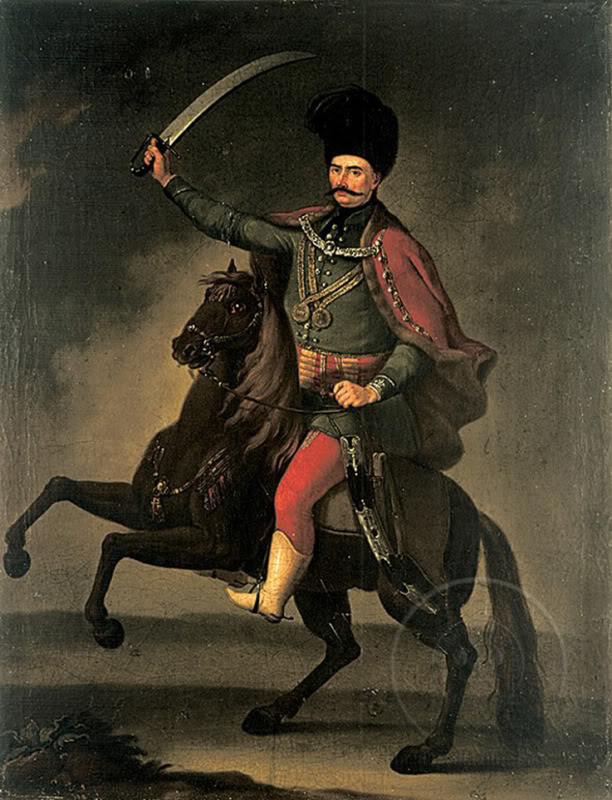
Arsa Teodorović, Portrait de Bogić Vučković, 1812
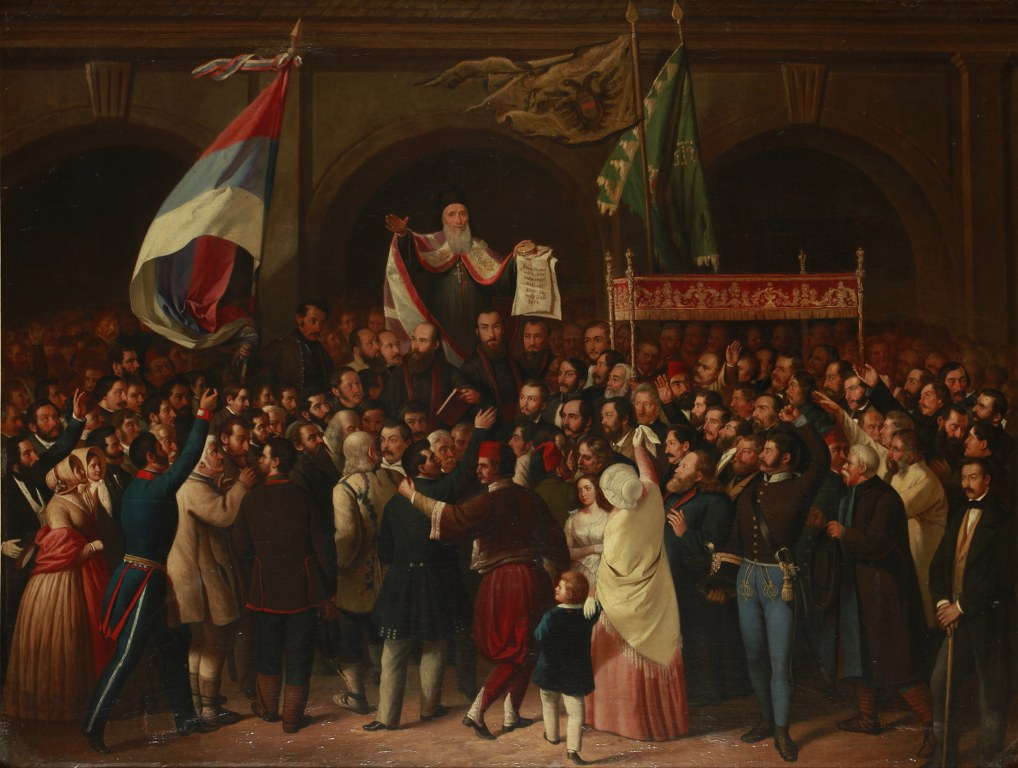
Pavle Simić, L'Assemblée de mai, 1848/1849
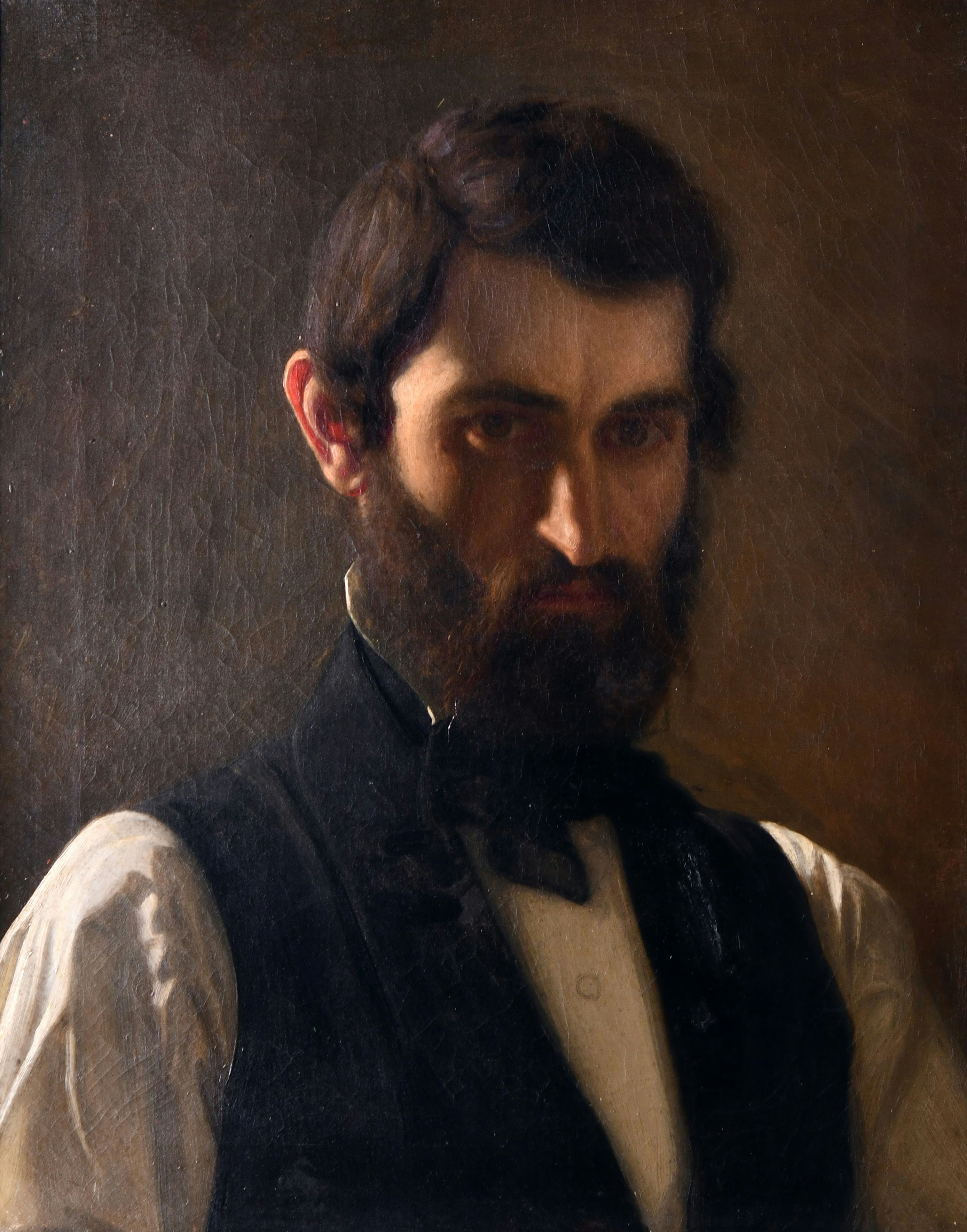
Novak Radonić, Autoportrait, 1857
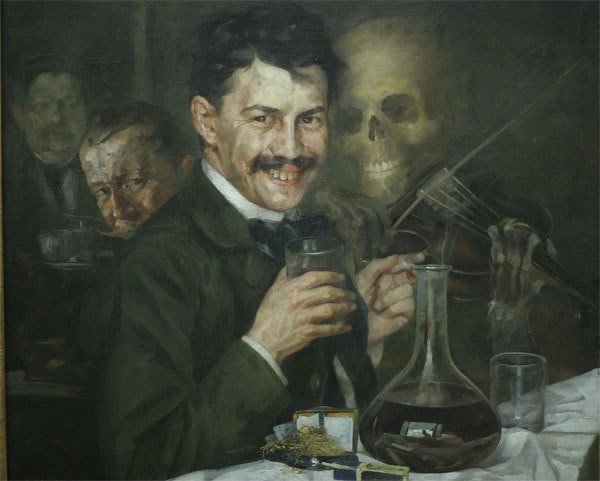
Stevan Aleksić, Autoportrait dans une kafana, 1901

## Bibliothèque

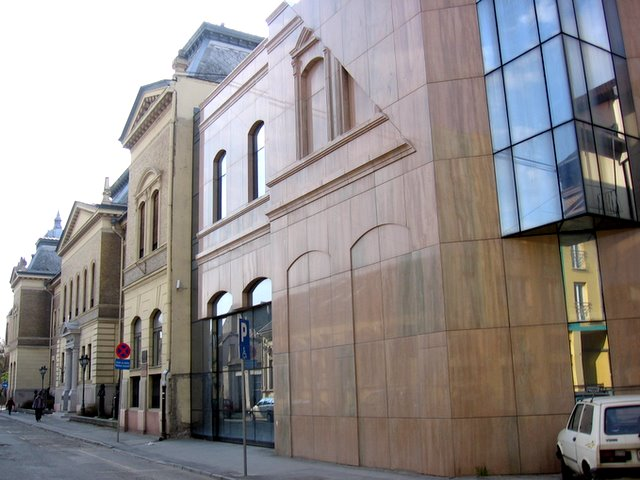
La nouvelle aile de la bibliothèque

La bibliothèque de la Matica srpska abrite plus de 4 000 000 de livres et autres documents.
Le département des livres anciens et rare abrite 671 manuscrits, dont 487 écrits en cyrillique. Le plus ancien d'entre eux est le Matičin apostol (L'Apostolos de la Matica), écrit sur parchemin au XIIIe siècle, ce qui en fait le plus ancien ouvrage de ce genre publié en serbe et intégralement préservé.